# Segunda Categoría de Ecuador 2014
La Segunda Categoría 2014 fue la edición n.º 41 de la tercera división del fútbol ecuatoriano, este torneo fue el tercer escalafón en la pirámide del fútbol ecuatoriano por detrás de la Serie A y Serie B, comenzó a disputarse el 1 de agosto de 2014 y finalizó el 12 de diciembre de 2014, además este fue el debut para el torneo de la provincia del Carchi.
El torneo se celebró de manera anual desde 1967. En 1967, se denominó Segunda División Ecuatoriana de Fútbol ya que aún no se formaba la Serie B en los años 67-70. En los años 68-74, se jugó los campeonatos provinciales tras la desaparición de la Segunda División Ecuatoriana de Fútbol. En los años 73 y 83-88 se desarrolló como el segundo nivel del fútbol ecuatoriano tras la desaparición de la Serie B y retomando su antiguo nombre.
El torneo comprendió de 4 etapas, el primer semestre del año se jugaron los campeonatos provinciales, y en segundo semestre las fases regional, nacional y la fase final.

## Sistema de campeonato
Reajustes para la Temporada 2014:
- La inclusión de la Asociación de Fútbol Profesional del Carchi, que debutó en los torneos de Segunda Categoría.
- Las 5 provincias de la Amazonía fueron distribuidas en grupos separados, debido a su bajo rendimiento en las fases regionales.
- Los grupos regionales fueron conformados mediante ubicación geográfica (Norte-Este-Oeste-Sur) a diferencia del año anterior que fue por regiones (Costa-Sierra-Austro-Amazonía).
- En la tercera fase se clasificaron 2 clubes por grupo para formar un cuadrangular final, en el cual los dos mejores clubes ascendieron a la Serie B 2015.
- Los ascensos se definieron en la 4.ª fase (cuadrangular final), más no en la 3.ª fase como en torneos anteriores.

Fase provincial (primera etapa)
- La primera fase estuvo formada por los campeonatos provinciales organizados por cada asociación de fútbol (22 esa temporada), los campeones y vicecampeones clasificaron a la fase regional.

Fase regional (segunda etapa)
- La Zona 1 estuvo integrada por los equipos de las provincias de: Carchi, Imbabura, Sucumbíos, Orellana y Pichincha.
- La Zona 2 estuvo integrada por los equipos de las provincias de: Napo, Pastaza, Cotopaxi, Tungurahua, Chimborazo y Bolívar.
- La Zona 3 estuvo integrada por los equipos de las provincias de: Manabí, Santo Domingo de los Tsáchilas, Los Ríos, Santa Elena y Esmeraldas.
- La Zona 4 estuvo integrada por los equipos de las provincias de: Morona Santiago, Loja, Azuay, Cañar, El Oro y Guayas.
- Cada zona estuvo dividida en Grupo A y Grupo B para dar un total de 8 grupos.
- Cada zona contó con dos representantes de cada provincia sin repetirse en el mismo grupo, y alternando un campeón y un subcampeón bajo sorteo previo.

Fase nacional (tercera etapa)
- Un total de 12 clubes jugaron esta etapa.
- Los 8 primeros de cada grupo y los 4 mejores coeficientes de los 8 segundos (promedios).
- Se dividió en dos hexagonales, en esta etapa podían cruzarse equipos de la misma provincia dependiendo del sorteo.
- Los dos grupos constaron con partidos de ida y vuelta (10 fechas).
- Los dos primeros de cada grupo se clasificaron a la fase final.

Fase final (cuarta etapa)
- Un total de 4 clubes jugaron esta etapa.
- El cuadrangular constó con partidos de ida y vuelta (6 fechas).
- El primero y el segundo equipo lograron el ascenso a la Serie B 2015.

## Equipos clasificados
| Asociación                                                                            | Equipo                                  | Vía de clasificación |
| ------------------------------------------------------------------------------------- | --------------------------------------- | --- |
| Azuay 2 cupos                                                                         | Gualaceo S. C. Estrella Roja            | Campeón de la Segunda Categoría de Azuay 2014 Subcampeón de la Segunda Categoría de Azuay 2014                                                   |
| Bolívar 2 cupos                                                                       | Juventud Minera Ñucanchik Pura          | Campeón de la Segunda Categoría de Bolívar 2014 Subcampeón de la Segunda Categoría de Bolívar 2014                                               |
| Cañar 2 cupos                                                                         | Cañar F. C. Ciudadelas del Norte        | Campeón de la Segunda Categoría de Cañar 2014 Subcampeón de la Segunda Categoría de Cañar 2014                                                   |
| Carchi 2 cupos                                                                        | Atlético Tulcán Deportivo Oriental      | Campeón de la Segunda Categoría del Carchi 2014 Subcampeón de la Segunda Categoría de Chimborazo 2014                                            |
| Chimborazo 2 cupos                                                                    | Star Club Los Ases                      | Campeón de la Segunda Categoría de Chimborazo 2014 Subcampeón de la Segunda Categoría de Chimborazo 2014                                         |
| Cotopaxi 2 cupos                                                                      | Brasilia Manchester F. C.               | Campeón de la Segunda Categoría de Cotopaxi 2014 Subcampeón de la Segunda Categoría de Cotopaxi 2014                                             |
| El Oro 2 cupos                                                                        | Fuerza Amarilla Orense                  | Campeón de la Segunda Categoría de El Oro 2014 Subcampeón de la Segunda Categoría de El Oro 2014                                                 |
| [[Archivo:\|20x20px\|border\|Bandera de Esmeraldas]] Esmeraldas 2 cupos               | Esmeraldas Petrolero Deportivo Quinindé | Campeón de la Segunda Categoría de Esmeraldas 2014 Subcampeón de la Segunda Categoría de Esmeraldas 2014                                         |
| Guayas 2 cupos                                                                        | Academia Alfaro Moreno Rocafuerte F. C. | Campeón de la Segunda Categoría de Guayas 2014 Subcampeón de la Segunda Categoría de Guayas 2014                                                 |
| Imbabura 2 cupos                                                                      | Teodoro Gómez de la Torre 2 de Marzo    | Campeón de la Segunda Categoría de Imbabura 2014 Subcampeón de la Segunda Categoría de Imbabura 2014                                             |
| Loja 2 cupos                                                                          | El Volante Italia F. C.                 | Campeón de la Segunda Categoría de Loja 2014 Subcampeón de la Segunda Categoría de Loja 2014                                                     |
| Los Ríos 2 cupos                                                                      | Santa Rita Venecia                      | Campeón de la Segunda Categoría de Los Ríos 2014 Subcampeón de la Segunda Categoría de Los Ríos 2014                                             |
| Manabí 2 cupos                                                                        | Ciudad de Pedernales 5 de Julio         | Campeón de la Segunda Categoría de Manabí 2014 Subcampeón de la Segunda Categoría de Manabí 2014                                                 |
| Morona Santiago 2 cupos                                                               | Liga Deportiva Juvenil Municipal Sucúa  | Campeón de la Segunda Categoría de Morona Santiago 2014 Subcampeón de la Segunda Categoría de Morona Santiago 2014                               |
| Napo 2 cupos                                                                          | Malta Shungo New Star                   | Campeón de la Segunda Categoría de Napo 2014 Subcampeón de la Segunda Categoría de Napo 2014                                                     |
| Orellana 2 cupos                                                                      | Anaconda F. C. Estrellas de Orellana    | Campeón de la Segunda Categoría de Orellana 2014 Subcampeón de la Segunda Categoría de Orellana 2014                                             |
| Pastaza 2 cupos                                                                       | Cumandá Deportivo Sarayaku              | Campeón de la Segunda Categoría de Pastaza 2014 Subcampeón de la Segunda Categoría de Pastaza 2014                                               |
| [[Archivo:\|20x20px\|border\|Bandera de Pichincha]] Pichincha 2 cupos                 | Clan Juvenil UIDE F. C.                 | Campeón de la Segunda Categoría de Pichincha 2014 Subcampeón de la Segunda Categoría de Pichincha 2014                                           |
| [[Archivo:\|20x20px\|border\|Bandera de Santa Elena (provincia)]] Santa Elena 2 cupos | 3E Sport Bilbao SV                      | Campeón de la Segunda Categoría de Santa Elena 2014 Subcampeón de la Segunda Categoría de Santa Elena 2014                                       |
| Santo Domingo de los Tsáchilas 2 cupos                                                | Águilas San Rafael                      | Campeón de la Segunda Categoría de Santo Domingo de los Tsáchilas 2014 Subcampeón de la Segunda Categoría de Santo Domingo de los Tsáchilas 2014 |
| Sucumbíos 2 cupos                                                                     | Caribe Junior Chicos Malos              | Campeón de la Segunda Categoría de Sucumbíos 2014 Subcampeón de la Segunda Categoría de Sucumbíos 2013                                           |
| Tungurahua 2 cupos                                                                    | Pelileo S. C. León Carr                 | Campeón de la Segunda Categoría de Tungurahua 2014 Subcampeón de la Segunda Categoría de Tungurahua 2014                                         |

## Zona 1
Los equipos de Carchi, Imbabura, Sucumbíos, Orellana y Pichincha.

### Clasificación

#### Grupo A
| Pos | Equipo                    | Pts | PJ | G | E | P | GF | GC | Dif |
| --- | ------------------------- | --- | -- | - | - | - | -- | -- | --- |
| 1°  | U.I.D.E.                  | 21  | 7  | 7 | 0 | 0 | 25 | 3  | +22 |
| 2°  | Caribe Junior             | 13  | 7  | 4 | 1 | 2 | 16 | 6  | +10 |
| 3°  | Teodoro Gómez de la Torre | 8   | 7  | 2 | 2 | 3 | 13 | 8  | +5  |
| 4º  | Deportivo Oriental        | 7   | 6  | 2 | 1 | 3 | 11 | 16 | -5  |
| 5º  | Estrellas de Orellana     | -3  | 7  | 0 | 0 | 7 | 9  | 41 | -32 |

#### Grupo B
| Pos | Equipo          | Pts | PJ | G | E | P | GF | GC | Dif |
| --- | --------------- | --- | -- | - | - | - | -- | -- | --- |
| 1º  | Anaconda F. C.  | 21  | 8  | 7 | 0 | 1 | 39 | 8  | +31 |
| 2°  | Clan Juvenil    | 18  | 8  | 6 | 0 | 2 | 43 | 6  | +37 |
| 3º  | Atlético Tulcán | 12  | 8  | 4 | 0 | 4 | 21 | 13 | +8  |
| 4°  | 2 de Marzo      | 3   | 7  | 1 | 0 | 6 | 5  | 18 | -13 |
| 5°  | Chicos Malos    | 3   | 7  | 1 | 0 | 6 | 4  | 66 | -62 |

|  | Clasificado a los hexagonales semifinales.                      |
|  | Clasificado a los hexagonales semifinales (4 mejores segundos). |

### Evolución de la clasificación

#### Grupo A
| Equipo / Jornada          | 01 | 02 | 03 | 04 | 05 | 06 | 07 | 08 | 09 | 10 |
| ------------------------- | -- | -- | -- | -- | -- | -- | -- | -- | -- | -- |
| U.I.D.E.                  | 1  | 1  | 1  | 1  | 1  | 1  | 1  | 1  | 1  | 1  |
| Caribe Junior             | 2  | 4  | 2  | 2  | 2  | 2  | 2  | 2  | 2  | 2  |
| Teodoro Gómez de la Torre | 3  | 3  | 4  | 3  | 4  | 4  | 3  | 3  | 3  | 3  |
| Deportivo Oriental        | 5  | 2  | 3  | 4  | 3  | 3  | 4  | 4  | 4  | 4  |
| Estrellas de Orellana     | 4  | 5  | 5  | 5  | 5  | 5  | 5  | 5  | 5  | 5  |

#### Grupo B
| Equipo / Jornada | 01 | 02 | 03 | 04 | 05 | 06 | 07 | 08 | 09 | 10 |
| ---------------- | -- | -- | -- | -- | -- | -- | -- | -- | -- | -- |
| Anaconda F. C.   | 3  | 2  | 2  | 2  | 1  | 1  | 1  | 1  | 1  | 1  |
| Clan Juvenil     | 1  | 1  | 1  | 1  | 2  | 2  | 3  | 2  | 2  | 2  |
| Atlético Tulcán  | 5  | 5  | 4  | 3  | 3  | 3  | 2  | 3  | 3  | 3  |
| 2 de Marzo       | 4  | 4  | 5  | 5  | 5  | 5  | 4  | 4  | 4  | 4  |
| Chicos Malos     | 2  | 3  | 3  | 4  | 4  | 4  | 5  | 5  | 5  | 5  |

### Resultados
|  | U.I.D.E.                  | 7 - 1                 | Deportivo Oriental    |                       | UIDE                  | Quito                 | 1 de agosto           | 11:00                 |
|  | Teodoro Gómez de la Torre | 0 - 0                 | Caribe Junior         |                       | Olímpico (Ibarra)     | Ibarra                | 3 de agosto           | 11:30                 |
|  | Libre:                    | Estrellas de Orellana | Estrellas de Orellana | Estrellas de Orellana | Estrellas de Orellana | Estrellas de Orellana | Estrellas de Orellana | Estrellas de Orellana |
|  | Atlético Tulcán           | 0 - 2                 | Clan Juvenil          |                       | Olímpico (Tulcán)     | Tulcán                | 2 de agosto           | 16:00                 |
|  | Chicos Malos              | 2 - 0                 | 2 de Marzo            |                       | Carlos Vernaza        | Lago Agrio            | 3 de agosto           | 15:00                 |
|  | Libre:                    | Anaconda              | Anaconda              | Anaconda              | Anaconda              | Anaconda              | Anaconda              | Anaconda              |

|  | Caribe Junior      | 0 - 1                     | U.I.D.E.                  |                           | Carlos Vernaza            | Lago Agrio                | 10 de agosto              | 12:00                     |
|  | Deportivo Oriental | 8 - 2                     | Estrellas de Orellana     |                           | Olímpico (Tulcán)         | Tulcán                    | 10 de agosto              | 15:00                     |
|  | Libre:             | Teodoro Gómez de la Torre | Teodoro Gómez de la Torre | Teodoro Gómez de la Torre | Teodoro Gómez de la Torre | Teodoro Gómez de la Torre | Teodoro Gómez de la Torre | Teodoro Gómez de la Torre |
|  | Clan Juvenil       | 15 - 0                    | Chicos Malos              |                           | General Rumiñahui         | Sangolquí                 | 8 de agosto               | 12:00                     |
|  | Anaconda           | 3 - 2                     | Atlético Tulcán           |                           | Joya de los Sachas        | La Joya de los Sachas     | 9 de agosto               | 15:00                     |
|  | Libre:             | 2 de Marzo                | 2 de Marzo                | 2 de Marzo                | 2 de Marzo                | 2 de Marzo                | 2 de Marzo                | 2 de Marzo                |

|  | U.I.D.E.              | 1 - 0              | Teodoro Gómez de la Torre |                    | UIDE               | Quito              | 13 de agosto       | 15:00              |
|  | Estrellas de Orellana | 3 - 4              | Caribe Junior             |                    | Federativo         | Orellana           | 13 de agosto       | 16:00              |
|  | Libre:                | Deportivo Oriental | Deportivo Oriental        | Deportivo Oriental | Deportivo Oriental | Deportivo Oriental | Deportivo Oriental | Deportivo Oriental |
|  | Chicos Malos          | 1 - 3              | Anaconda                  |                    | Carlos Vernaza     | Lago Agrio         | 13 de agosto       | 15:00              |
|  | 2 de Marzo            | 0 - 3              | Clan Juvenil              |                    | Francisco Espinoza | Cotacachi          | 13 de agosto       | 16:00              |
|  | Libre:                | Atlético Tulcán    | Atlético Tulcán           | Atlético Tulcán    | Atlético Tulcán    | Atlético Tulcán    | Atlético Tulcán    | Atlético Tulcán    |

|  | Teodoro Gómez de la Torre | 9 - 0        | Estrellas de Orellana |              | Olímpico (Ibarra)  | Ibarra                | 16 de agosto | 15:30        |
|  | Caribe Junior             | 3 - 0        | Deportivo Oriental    |              | Carlos Vernaza     | Lago Agrio            | 17 de agosto | 13:00        |
|  | Libre:                    | U.I.D.E.     | U.I.D.E.              | U.I.D.E.     | U.I.D.E.           | U.I.D.E.              | U.I.D.E.     | U.I.D.E.     |
|  | Atlético Tulcán           | 7 - 1        | Chicos Malos          |              | Olímpico (Tulcán)  | Tulcán                | 16 de agosto | 16:00        |
|  | Anaconda                  | 3 - 1        | 2 de Marzo            |              | Joya de los Sachas | La Joya de los Sachas | 17 de agosto | 15:00        |
|  | Libre:                    | Clan Juvenil | Clan Juvenil          | Clan Juvenil | Clan Juvenil       | Clan Juvenil          | Clan Juvenil | Clan Juvenil |

|  | Deportivo Oriental    | 1 - 0         | Teodoro Gómez de la Torre |               | Olímpico (Tulcán)  | Tulcán        | 20 de agosto  | 16:00         |
|  | Estrellas de Orellana | 2 - 3         | U.I.D.E.                  |               | Federativo         | Orellana      | 20 de agosto  | 16:00         |
|  | Libre:                | Caribe Junior | Caribe Junior             | Caribe Junior | Caribe Junior      | Caribe Junior | Caribe Junior | Caribe Junior |
|  | Clan Juvenil          | 0 - 2         | Anaconda                  |               | General Rumiñahui  | Sangolquí     | 20 de agosto  | 12:00         |
|  | 2 de Marzo            | 1 - 2         | Atlético Tulcán           |               | Francisco Espinoza | Cotacachi     | 20 de agosto  | 16:00         |
|  | Libre:                | Chicos Malos  | Chicos Malos              | Chicos Malos  | Chicos Malos       | Chicos Malos  | Chicos Malos  | Chicos Malos  |

|  | U.I.D.E.                  | 8 - 0         | Estrellas de Orellana |               | UIDE               | Quito                 | 24 de agosto  | 11:30         |
|  | Teodoro Gómez de la Torre | 1 - 1         | Deportivo Oriental    |               | Olímpico (Ibarra)  | Ibarra                | 24 de agosto  | 14:00         |
|  | Libre:                    | Caribe Junior | Caribe Junior         | Caribe Junior | Caribe Junior      | Caribe Junior         | Caribe Junior | Caribe Junior |
|  | Atlético Tulcán           | 4 - 0         | 2 de Marzo            |               | Olímpico (Tulcán)  | Tulcán                | 24 de agosto  | 14:00         |
|  | Anaconda                  | 3 - 1         | Clan Juvenil          |               | Joya de los Sachas | La Joya de los Sachas | 24 de agosto  | 16:00         |
|  | Libre:                    | Chicos Malos  | Chicos Malos          | Chicos Malos  | Chicos Malos       | Chicos Malos          | Chicos Malos  | Chicos Malos  |

|  | Estrellas de Orellana | 2 - 3        | Teodoro Gómez de la Torre |              | Federativo         | Orellana     | 27 de agosto | 16:00        |
|  | Deportivo Oriental    | 0 - 3        | Caribe Junior             |              | Olímpico (Tulcán)  | Tulcán       | 27 de agosto | 16:00        |
|  | Libre:                | U.I.D.E.     | U.I.D.E.                  | U.I.D.E.     | U.I.D.E.           | U.I.D.E.     | U.I.D.E.     | U.I.D.E.     |
|  | Chicos Malos          | 0 - 4        | Atlético Tulcán           |              | Carlos Vernaza     | Lago Agrio   | 27 de agosto | 15:00        |
|  | 2 de Marzo            | 2 - 1        | Anaconda                  |              | Francisco Espinoza | Cotacachi    | 27 de agosto | 16:00        |
|  | Libre:                | Clan Juvenil | Clan Juvenil              | Clan Juvenil | Clan Juvenil       | Clan Juvenil | Clan Juvenil | Clan Juvenil |

|  | Teodoro Gómez de la Torre | 0 - 3              | U.I.D.E.              |                    | Olímpico (Ibarra)  | Ibarra                | 31 de agosto       | 11:30              |
|  | Caribe Junior             | 6 - 0              | Estrellas de Orellana |                    | Carlos Vernaza     | Lago Agrio            | 31 de agosto       | 13:00              |
|  | Libre:                    | Deportivo Oriental | Deportivo Oriental    | Deportivo Oriental | Deportivo Oriental | Deportivo Oriental    | Deportivo Oriental | Deportivo Oriental |
|  | Clan Juvenil              | 3 - 1              | 2 de Marzo            |                    | General Rumiñahui  | Sangolquí             | 30 de agosto       | 12:00              |
|  | Anaconda                  | 21 - 0             | Chicos Malos          |                    | Joya de los Sachas | La Joya de los Sachas | 31 de agosto       | 15:00              |
|  | Libre:                    | Atlético Tulcán    | Atlético Tulcán       | Atlético Tulcán    | Atlético Tulcán    | Atlético Tulcán       | Atlético Tulcán    | Atlético Tulcán    |

|  | U.I.D.E.              | 2 - 0                     | Caribe Junior             |                           | UIDE                      | Quito                     | 3 de septiembre           | 11:30                     |
|  | Estrellas de Orellana | -                         | Deportivo Oriental        |                           | No se jugó                | No se jugó                | No se jugó                | No se jugó                |
|  | Libre:                | Teodoro Gómez de la Torre | Teodoro Gómez de la Torre | Teodoro Gómez de la Torre | Teodoro Gómez de la Torre | Teodoro Gómez de la Torre | Teodoro Gómez de la Torre | Teodoro Gómez de la Torre |
|  | Chicos Malos          | 0 - 16                    | Clan Juvenil              |                           | Carlos Vernaza            | Lago Agrio                | 3 de septiembre           | 15:00                     |
|  | Atlético Tulcán       | 2 - 3                     | Anaconda                  |                           | Olímpico (Tulcán)         | Tulcán                    | 3 de septiembre           | 16:00                     |
|  | Libre:                | 2 de Marzo                | 2 de Marzo                | 2 de Marzo                | 2 de Marzo                | 2 de Marzo                | 2 de Marzo                | 2 de Marzo                |

|  | Caribe Junior      | -                     | Teodoro Gómez de la Torre |                       | No se programó        | No se programó        | No se programó        | No se programó        |
|  | Deportivo Oriental | -                     | U.I.D.E.                  |                       | No se programó        | No se programó        | No se programó        | No se programó        |
|  | Libre:             | Estrellas de Orellana | Estrellas de Orellana     | Estrellas de Orellana | Estrellas de Orellana | Estrellas de Orellana | Estrellas de Orellana | Estrellas de Orellana |
|  | Clan Juvenil       | 3 - 0                 | Atlético Tulcán           |                       | General Rumiñahui     | Sangolquí             | 7 de septiembre       | 12:00                 |
|  | 2 de Marzo         | -                     | Chicos Malos              |                       | No se programó        | No se programó        | No se programó        | No se programó        |
|  | Libre:             | Anaconda              | Anaconda                  | Anaconda              | Anaconda              | Anaconda              | Anaconda              | Anaconda              |

## Zona 2
Los equipos de Napo, Pastaza, Cotopaxi, Tungurahua, Chimborazo y Bolívar.

### Clasificación

#### Grupo A
| Pos | Equipo             | Pts | PJ | G | E | P | GF | GC | Dif |
| --- | ------------------ | --- | -- | - | - | - | -- | -- | --- |
| 1°  | Pelileo S. C.      | 25  | 9  | 8 | 1 | 0 | 43 | 4  | +39 |
| 2°  | Juventud Minera    | 22  | 10 | 7 | 1 | 2 | 47 | 10 | +37 |
| 3°  | Brasilia           | 13  | 10 | 4 | 1 | 5 | 39 | 22 | +17 |
| 4°  | Deportivo Sarayaku | 10  | 9  | 5 | 1 | 3 | 19 | 11 | +8  |
| 5°  | Los Ases           | 3   | 9  | 2 | 0 | 7 | 14 | 39 | -25 |
| 6°  | New Star           | 0   | 9  | 0 | 0 | 9 | 11 | 87 | -76 |

#### Grupo B
| Pos | Equipo           | Pts | PJ | G | E | P | GF | GC | Dif |
| --- | ---------------- | --- | -- | - | - | - | -- | -- | --- |
| 1°  | Star Club        | 23  | 10 | 7 | 2 | 1 | 42 | 13 | +29 |
| 2°  | León Carr        | 23  | 10 | 7 | 2 | 1 | 35 | 13 | +22 |
| 3°  | Cumandá          | 22  | 10 | 7 | 1 | 2 | 36 | 10 | +26 |
| 4°  | Malta Shungo     | 13  | 10 | 4 | 1 | 5 | 29 | 21 | +8  |
| 5°  | Manchester F. C. | 3   | 9  | 1 | 0 | 7 | 10 | 28 | -18 |
| 6°  | Ñucanchik Pura   | 0   | 9  | 0 | 0 | 9 | 4  | 71 | -67 |

|  | Clasificado a los hexagonales semifinales.                      |
|  | Clasificado a los hexagonales semifinales (4 mejores segundos). |

### Evolución de la clasificación

#### Grupo A
| Equipo / Jornada   | 01 | 02 | 03 | 04 | 05 | 06 | 07 | 08 | 09 | 10 |
| ------------------ | -- | -- | -- | -- | -- | -- | -- | -- | -- | -- |
| Pelileo S. C.      | 2  | 1  | 1  | 1  | 1  | 1  | 1  | 1  | 1  | 1  |
| Juventud Minera    | 1  | 3  | 2  | 2  | 2  | 2  | 2  | 2  | 2  | 2  |
| Brasilia           | 3  | 2  | 4  | 4  | 4  | 3  | 3  | 3  | 3  | 3  |
| Deportivo Sarayaku | 5  | 4  | 3  | 3  | 3  | 4  | 4  | 4  | 4  | 4  |
| New Star           | 4  | 5  | 5  | 6  | 6  | 6  | 6  | 6  | 6  | 6  |
| Los Ases           | 6  | 6  | 6  | 5  | 5  | 5  | 5  | 5  | 5  | 5  |

#### Grupo B
| Equipo / Jornada | 01 | 02 | 03 | 04 | 05 | 06 | 07 | 08 | 09 | 10 |
| ---------------- | -- | -- | -- | -- | -- | -- | -- | -- | -- | -- |
| Star Club        | 3  | 2  | 3  | 3  | 3  | 2  | 3  | 2  | 2  | 1  |
| León Carr        | 4  | 3  | 2  | 2  | 1  | 1  | 1  | 1  | 1  | 2  |
| Cumandá          | 1  | 1  | 1  | 1  | 2  | 3  | 2  | 3  | 3  | 3  |
| Malta Shungo     | 5  | 6  | 4  | 4  | 4  | 4  | 4  | 4  | 4  | 4  |
| Manchester F. C. | 2  | 4  | 5  | 5  | 5  | 5  | 5  | 5  | 5  | 5  |
| Ñucanchik Pura   | 6  | 5  | 6  | 6  | 6  | 6  | 6  | 6  | 6  | 6  |

### Resultados
|  | Manchester      | 1 - 0 | Ñucanchik Pura     |  | Jaime Zumárraga     | Pujilí    | 1 de agosto | 15:00 |
|  | Juventud Minera | 2 - 0 | Brasilia           |  | L.D.C. de Echeandía | Echeandía | 2 de agosto | 15:00 |
|  | New Star        | 1 - 4 | Deportivo Sarayaku |  | Carlos Vega         | El Chaco  | 2 de agosto | 15:00 |
|  | Los Ases        | 0 - 1 | Pelileo            |  | Yaruquíes           | Riobamba  | 3 de agosto | 11:30 |
|  | Cumandá         | 2 - 1 | Malta Shungo       |  | Victor Hugo Georgis | Puyo      | 3 de agosto | 16:00 |
|  | León Carr       | 2 - 2 | Star Club          |  | Ciudad de Pelileo   | Pelileo   | 3 de agosto | 16:00 |

|  | Brasilia           | 7 - 1  | Los Ases        |  | Jaime Zumárraga     | Pujilí    | 8 de agosto  | 10:00 |
|  | Star Club          | 5 - 3  | Manchester      |  | Pascual Bissón      | Riobamba  | 9 de agosto  | 12:00 |
|  | Malta Shungo       | 0 - 2  | León Carr       |  | Aurelio Espinoza    | Archidona | 9 de agosto  | 12:00 |
|  | Ñucanchik Pura     | 2 - 4  | Cumandá         |  | Centenario          | Guaranda  | 9 de agosto  | 14:00 |
|  | Pelileo            | 12 - 1 | New Star        |  | Yaruquíes           | Riobamba  | 10 de agosto | 14:00 |
|  | Deportivo Sarayaku | 2 - 0  | Juventud Minera |  | Victor Hugo Georgis | Puyo      | 10 de agosto | 16:00 |

|  | Los Ases        | 0 - 4  | Deportivo Sarayaku |  | Yaruquíes           | Riobamba  | 13 de agosto | 11:30 |
|  | Malta Shungo    | 3 - 1  | Ñucanchik Pura     |  | Aurelio Espinoza    | Archidona | 13 de agosto | 15:00 |
|  | Juventud Minera | 10 - 0 | New Star           |  | L.D.C. de Echeandía | Echeandía | 13 de agosto | 15:00 |
|  | Manchester      | 2 - 3  | León Carr          |  | Jaime Zumárraga     | Pujilí    | 13 de agosto | 15:00 |
|  | Cumandá         | 3 - 1  | Star Club          |  | Victor Hugo Georgis | Puyo      | 13 de agosto | 16:00 |
|  | Pelileo         | 3 - 0  | Brasilia           |  | Yaruquíes           | Riobamba  | 13 de agosto | 16:00 |

|  | Star Club          | 2 - 0 | Malta Shungo   |  | Pascual Bissón      | Riobamba  | 16 de agosto | 12:00 |
|  | New Star           | 2 - 3 | Los Ases       |  | Carlos Vega         | El Chaco  | 16 de agosto | 15:00 |
|  | Manchester         | 0 - 3 | Cumandá        |  | Jaime Zumárraga     | Pujilí    | 17 de agosto | 09:00 |
|  | Juventud Minera    | 1 - 1 | Pelileo        |  | L.D.C. de Echeandía | Echeandía | 17 de agosto | 14:00 |
|  | León Carr          | 6 - 0 | Ñucanchik Pura |  | Ciudad de Pelileo   | Pelileo   | 17 de agosto | 16:00 |
|  | Deportivo Sarayaku | 4 - 2 | Brasilia       |  | Victor Hugo Georgis | Puyo      | 17 de agosto | 16:00 |

|  | Brasilia           | 16 - 1 | New Star        |  | Jaime Zumárraga     | Pujilí    | 20 de agosto | 10:00 |
|  | Los Ases           | 0 - 7  | Juventud Minera |  | Yaruquíes           | Riobamba  | 20 de agosto | 11:30 |
|  | Ñucanchik Pura     | 0 - 14 | Star Club       |  | Centenario          | Guaranda  | 20 de agosto | 12:00 |
|  | Malta Shungo       | 4 - 0  | Manchester      |  | Aurelio Espinoza    | Archidona | 20 de agosto | 15:00 |
|  | Deportivo Sarayaku | 0 - 1  | Pelileo         |  | Victor Hugo Georgis | Puyo      | 20 de agosto | 16:00 |
|  | León Carr          | 2 - 1  | Cumandá         |  | Ciudad de Pelileo   | Pelileo   | 20 de agosto | 16:00 |

|  | Star Club       | 8 - 1 | Ñucanchik Pura     |  | Pascual Bissón      | Riobamba  | 23 de agosto | 12:00 |
|  | New Star        | 2 - 4 | Brasilia           |  | Carlos Vega         | El Chaco  | 23 de agosto | 15:00 |
|  | Manchester      | 1 - 2 | Malta Shungo       |  | Jaime Zumárraga     | Pujilí    | 24 de agosto | 09:00 |
|  | Juventud Minera | 5 - 0 | Los Ases           |  | L.D.C. de Echeandía | Echeandía | 24 de agosto | 14:00 |
|  | Pelileo         | 2 - 0 | Deportivo Sarayaku |  | Ciudad de Pelileo   | Pelileo   | 24 de agosto | 16:00 |
|  | Cumandá         | 0 - 0 | León Carr          |  | Victor Hugo Georgis | Puyo      | 24 de agosto | 16:00 |

|  | Brasilia       | 1 - 1  | Deportivo Sarayaku |  | Jaime Zumárraga     | Pujilí    | 27 de agosto | 09:00 |
|  | Los Ases       | 10 - 2 | New Star           |  | Yaruquíes           | Riobamba  | 27 de agosto | 11:30 |
|  | Ñucanchik Pura | 0 - 10 | León Carr          |  | Centenario          | Guaranda  | 27 de agosto | 14:00 |
|  | Malta Shungo   | 2 - 2  | Star Club          |  | Aurelio Espinoza    | Archidona | 27 de agosto | 15:00 |
|  | Pelileo        | 3 - 1  | Juventud Minera    |  | Ciudad de Pelileo   | Pelileo   | 27 de agosto | 16:00 |
|  | Cumandá        | 3 - 0  | Manchester         |  | Victor Hugo Georgis | Puyo      | 27 de agosto | 16:00 |

|  | New Star           | 2 - 14 | Juventud Minera |  | Carlos Vega         | El Chaco | 30 de agosto | 15:00 |
|  | Star Club          | 2 - 1  | Cumandá         |  | Pascual Bissón      | Riobamba | 31 de agosto | 11:00 |
|  | Ñucanchik Pura     | 0 - 13 | Malta Shungo    |  | Centenario          | Guaranda | 31 de agosto | 12:00 |
|  | Deportivo Sarayaku | 3 - 1  | Los Ases        |  | Victor Hugo Georgis | Puyo     | 31 de agosto | 16:00 |
|  | Brasilia           | 0 - 6  | Pelileo         |  | Jaime Zumárraga     | Pujilí   | 31 de agosto | 16:00 |
|  | León Carr          | 6 - 2  | Manchester      |  | Ciudad de Pelileo   | Pelileo  | 31 de agosto | 16:20 |

|  | Manchester      | 1 - 2  | Star Club          |  | Jaime Zumárraga     | Pujilí   | 3 de septiembre | 11:30 |
|  | Los Ases        | 0 - 8  | Brasilia           |  | Yaruquíes           | Riobamba | 3 de septiembre | 11:30 |
|  | Juventud Minera | 4 - 1  | Deportivo Sarayaku |  | Centenario          | Guaranda | 3 de septiembre | 12:00 |
|  | New Star        | 1 - 14 | Pelileo            |  | Carlos Vega         | El Chaco | 3 de septiembre | 15:00 |
|  | Cumandá         | 12 - 0 | Ñucanchik Pura     |  | Victor Hugo Georgis | Puyo     | 3 de septiembre | 16:00 |
|  | León Carr       | 4 - 2  | Malta Shungo       |  | Ciudad de Pelileo   | Pelileo  | 3 de septiembre | 16:20 |

|  | Star Club          | 4 - 0 | León Carr       |  | Pascual Bissón   | Riobamba       | 6 de septiembre | 11:00          |
|  | Malta Shungo       | 2 - 7 | Cumandá         |  | Aurelio Espinoza | Archidona      | 6 de septiembre | 12:00          |
|  | Brasilia           | 1 - 3 | Juventud Minera |  | Jaime Zumárraga  | Pujilí         | 7 de septiembre | 09:00          |
|  | Deportivo Sarayaku | -     | New Star        |  | No se programó   | No se programó | No se programó  | No se programó |
|  | Pelileo            | -     | Los Ases        |  | No se programó   | No se programó | No se programó  | No se programó |
|  | Ñucanchik Pura     | -     | Manchester      |  | No se programó   | No se programó | No se programó  | No se programó |

## Zona 3
Los equipos de Manabí, Santo Domingo de los Tsáchilas, Los Ríos, Santa Elena y Esmeraldas.

### Clasificación

#### Grupo A
| Pos | Equipo               | Pts | PJ | G | E | P | GF | GC | Dif |
| --- | -------------------- | --- | -- | - | - | - | -- | -- | --- |
| 1°  | 5 de Julio           | 19  | 8  | 6 | 1 | 1 | 23 | 8  | +15 |
| 2°  | Esmeraldas Petrolero | 17  | 8  | 5 | 2 | 1 | 34 | 4  | +30 |
| 3°  | Santa Rita           | 13  | 8  | 4 | 1 | 3 | 19 | 14 | +5  |
| 4°  | San Rafael           | 7   | 8  | 2 | 1 | 5 | 13 | 15 | -2  |
| 5°  | Sport Bilbao SV      | 1   | 8  | 0 | 1 | 7 | 5  | 52 | -47 |

#### Grupo B
| Pos | Equipo               | Pts | PJ | G | E | P | GF | GC | Dif |
| --- | -------------------- | --- | -- | - | - | - | -- | -- | --- |
| 1°  | Venecia              | 17  | 8  | 5 | 2 | 1 | 25 | 9  | +16 |
| 2°  | Águilas              | 17  | 8  | 5 | 2 | 1 | 14 | 4  | +10 |
| 3°  | Deportivo Quinindé   | 12  | 7  | 3 | 3 | 1 | 15 | 10 | +5  |
| 4°  | Club 3E              | 4   | 7  | 1 | 1 | 5 | 3  | 15 | -12 |
| 5°  | Ciudad de Pedernales | 2   | 8  | 0 | 2 | 6 | 7  | 26 | -19 |

|  | Clasificado a los hexagonales semifinales.                      |
|  | Clasificado a los hexagonales semifinales (4 mejores segundos). |

### Evolución de la clasificación

#### Grupo A
| Equipo / Jornada     | 01 | 02 | 03 | 04 | 05 | 06 | 07 | 08 | 09 | 10 |
| -------------------- | -- | -- | -- | -- | -- | -- | -- | -- | -- | -- |
| 5 de Julio           | 1  | 3  | 2  | 2  | 1  | 1  | 3  | 2  | 1  | 1  |
| Esmeraldas Petrolero | 2  | 1  | 1  | 1  | 2  | 3  | 2  | 1  | 2  | 2  |
| Santa Rita           | 5  | 4  | 4  | 4  | 3  | 2  | 1  | 3  | 3  | 3  |
| San Rafael           | 3  | 2  | 3  | 3  | 4  | 4  | 4  | 4  | 4  | 4  |
| Sport Bilbao SV      | 4  | 5  | 5  | 5  | 5  | 5  | 5  | 5  | 5  | 5  |

#### Grupo B
| Equipo / Jornada     | 01 | 02 | 03 | 04 | 05 | 06 | 07 | 08 | 09 | 10 |
| -------------------- | -- | -- | -- | -- | -- | -- | -- | -- | -- | -- |
| Venecia              | 1  | 2  | 3  | 1  | 2  | 2  | 1  | 2  | 2  | 1  |
| Águilas              | 2  | 3  | 1  | 2  | 1  | 1  | 2  | 1  | 1  | 2  |
| Deportivo Quinindé   | 5  | 1  | 2  | 3  | 3  | 3  | 3  | 3  | 3  | 3  |
| Club 3E              | 4  | 5  | 5  | 5  | 4  | 4  | 4  | 4  | 4  | 4  |
| Ciudad de Pedernales | 3  | 4  | 4  | 4  | 5  | 5  | 5  | 5  | 5  | 5  |

### Resultados
|  | Sport Bilbao SV    | 0 - 2      | Esmeraldas Petrolero |            | El Dorado         | Salinas    | 2 de agosto | 16:00      |
|  | 5 de Julio         | 3 - 0      | Santa Rita           |            | Reales Tamarindos | Portoviejo | 3 de agosto | 16:00      |
|  | Libre:             | San Rafael | San Rafael           | San Rafael | San Rafael        | San Rafael | San Rafael  | San Rafael |
|  | Deportivo Quinindé | 4 - 0      | Club 3E              |            | Pascual Mina      | Quinindé   | 2 de agosto | 15:00      |
|  | Venecia            | 3 - 2      | Ciudad de Pedernales |            | Rafael Vera Yépez | Babahoyo   | 2 de agosto | 16:00      |
|  | Libre:             | Águilas    | Águilas              | Águilas    | Águilas           | Águilas    | Águilas     | Águilas    |

|  | Esmeraldas Petrolero | 1 - 0      | 5 de Julio         |            | Pascual Mina          | Quinindé     | 9 de agosto  | 13:00      |
|  | San Rafael           | 4 - 1      | Sport Bilbao SV    |            | Jorge Chiriboga       | La Concordia | 10 de agosto | 14:00      |
|  | Libre:               | Santa Rita | Santa Rita         | Santa Rita | Santa Rita            | Santa Rita   | Santa Rita   | Santa Rita |
|  | Club 3E              | 0 - 1      | Águilas            |            | El Dorado             | Salinas      | 10 de agosto | 14:00      |
|  | Ciudad de Pedernales | 2 - 2      | Deportivo Quinindé |            | Luis Arnulfo Cevallos | Jama         | 10 de agosto | 16:00      |
|  | Libre:               | Venecia    | Venecia            | Venecia    | Venecia               | Venecia      | Venecia      | Venecia    |

|  | Santa Rita         | 2 - 2           | Esmeraldas Petrolero |                 | Municipal 14 de Junio | Vinces          | 13 de agosto    | 15:00           |
|  | 5 de Julio         | 4 - 3           | San Rafael           |                 | Reales Tamarindos     | Portoviejo      | 13 de agosto    | 16:00           |
|  | Libre:             | Sport Bilbao SV | Sport Bilbao SV      | Sport Bilbao SV | Sport Bilbao SV       | Sport Bilbao SV | Sport Bilbao SV | Sport Bilbao SV |
|  | Deportivo Quinindé | 4 - 4           | Venecia              |                 | Pascual Mina          | Quinindé        | 13 de agosto    | 15:00           |
|  | Águilas            | 1 - 0           | Ciudad de Pedernales |                 | Obando y Pacheco      | Santo Domingo   | 13 de agosto    | 16:00           |
|  | Libre:             | Club 3E         | Club 3E              | Club 3E         | Club 3E               | Club 3E         | Club 3E         | Club 3E         |

|  | Sport Bilbao SV    | 1 - 4                | Santa Rita           |                      | El Dorado            | Salinas              | 16 de agosto         | 16:00                |
|  | San Rafael         | 0 - 0                | Esmeraldas Petrolero |                      | Jorge Chiriboga      | La Concordia         | 17 de agosto         | 14:00                |
|  | Libre:             | 5 de Julio           | 5 de Julio           | 5 de Julio           | 5 de Julio           | 5 de Julio           | 5 de Julio           | 5 de Julio           |
|  | Deportivo Quinindé | 1 - 1                | Águilas              |                      | Folke Anderson       | Esmeraldas           | 16 de agosto         | 13:00                |
|  | Venecia            | 1 - 0                | Club 3E              |                      | Rafael Vera Yépez    | Babahoyo             | 16 de agosto         | 16:00                |
|  | Libre:             | Ciudad de Pedernales | Ciudad de Pedernales | Ciudad de Pedernales | Ciudad de Pedernales | Ciudad de Pedernales | Ciudad de Pedernales | Ciudad de Pedernales |

|  | 5 de Julio | 8 - 0                | Sport Bilbao SV      |                      | Reales Tamarindos     | Portoviejo           | 20 de agosto         | 14:00                |
|  | Santa Rita | 3 - 2                | San Rafael           |                      | Municipal 14 de Junio | Vinces               | 20 de agosto         | 15:00                |
|  | Libre:     | Esmeraldas Petrolero | Esmeraldas Petrolero | Esmeraldas Petrolero | Esmeraldas Petrolero  | Esmeraldas Petrolero | Esmeraldas Petrolero | Esmeraldas Petrolero |
|  | Águilas    | 2 - 0                | Venecia              |                      | Obando y Pacheco      | Santo Domingo        | 20 de agosto         | 16:00                |
|  | Club 3E    | 2 - 1                | Ciudad de Pedernales |                      | El Dorado             | Salinas              | 20 de agosto         | 16:00                |
|  | Libre:     | Deportivo Quinindé   | Deportivo Quinindé   | Deportivo Quinindé   | Deportivo Quinindé    | Deportivo Quinindé   | Deportivo Quinindé   | Deportivo Quinindé   |

|  | San Rafael           | 0 - 2                | Santa Rita           |                      | Jorge Chiriboga       | Santo Domingo        | 23 de agosto         | 14:00                |
|  | Sport Bilbao SV      | 2 - 2                | 5 de Julio           |                      | El Dorado             | Salinas              | 23 de agosto         | 16:00                |
|  | Libre:               | Esmeraldas Petrolero | Esmeraldas Petrolero | Esmeraldas Petrolero | Esmeraldas Petrolero  | Esmeraldas Petrolero | Esmeraldas Petrolero | Esmeraldas Petrolero |
|  | Venecia              | 1 - 1                | Águilas              |                      | Rafael Vera Yépez     | Babahoyo             | 24 de agosto         | 16:00                |
|  | Ciudad de Pedernales | 1 - 1                | Club 3E              |                      | Luis Arnulfo Cevallos | Jama                 | 24 de agosto         | 16:00                |
|  | Libre:               | Deportivo Quinindé   | Deportivo Quinindé   | Deportivo Quinindé   | Deportivo Quinindé    | Deportivo Quinindé   | Deportivo Quinindé   | Deportivo Quinindé   |

|  | Esmeraldas Petrolero | 4 - 0                | San Rafael           |                      | Folke Anderson        | Esmeraldas           | 27 de agosto         | 13:00                |
|  | Santa Rita           | 6 - 1                | Sport Bilbao SV      |                      | Municipal 14 de Junio | Vinces               | 27 de agosto         | 15:00                |
|  | Libre:               | 5 de Julio           | 5 de Julio           | 5 de Julio           | 5 de Julio            | 5 de Julio           | 5 de Julio           | 5 de Julio           |
|  | Club 3E              | 0 - 3                | Venecia              |                      | El Dorado             | Salinas              | 27 de agosto         | 16:00                |
|  | Águilas              | 1 - 2                | Deportivo Quinindé   |                      | Obando y Pacheco      | Santo Domingo        | 27 de agosto         | 16:00                |
|  | Libre:               | Ciudad de Pedernales | Ciudad de Pedernales | Ciudad de Pedernales | Ciudad de Pedernales  | Ciudad de Pedernales | Ciudad de Pedernales | Ciudad de Pedernales |

|  | Esmeraldas Petrolero | 2 - 1           | Santa Rita         |                 | Folke Anderson    | Esmeraldas      | 30 de agosto    | 13:00           |
|  | San Rafael           | 1 - 2           | 5 de Julio         |                 | Jorge Chiriboga   | Santo Domingo   | 31 de agosto    | 14:00           |
|  | Libre:               | Sport Bilbao SV | Sport Bilbao SV    | Sport Bilbao SV | Sport Bilbao SV   | Sport Bilbao SV | Sport Bilbao SV | Sport Bilbao SV |
|  | Venecia              | 1 - 0           | Deportivo Quinindé |                 | Rafael Vera Yépez | Babahoyo        | 30 de agosto    | 16:00           |
|  | Ciudad de Pedernales | 0 - 3           | Águilas            |                 | Maximino Puertas  | Pedernales      | 30 de agosto    | 16:00           |
|  | Libre:               | Club 3E         | Club 3E            | Club 3E         | Club 3E           | Club 3E         | Club 3E         | Club 3E         |

|  | 5 de Julio         | 1 - 0      | Esmeraldas Petrolero |            | Reales Tamarindos | Portoviejo    | 3 de septiembre | 16:00      |
|  | Sport Bilbao SV    | 0 - 3      | San Rafael           |            | El Dorado         | Salinas       | 3 de septiembre | 16:00      |
|  | Libre:             | Santa Rita | Santa Rita           | Santa Rita | Santa Rita        | Santa Rita    | Santa Rita      | Santa Rita |
|  | Deportivo Quinindé | 2 - 1      | Ciudad de Pedernales |            | Folke Anderson    | Esmeraldas    | 3 de septiembre | 13:00      |
|  | Águilas            | 4 - 0      | Club 3E              |            | Obando y Pacheco  | Santo Domingo | 3 de septiembre | 16:00      |
|  | Libre:             | Venecia    | Venecia              | Venecia    | Venecia           | Venecia       | Venecia         | Venecia    |

|  | Santa Rita           | 1 - 3      | 5 de Julio         |            | Municipal 14 de Junio | Vinces         | 6 de septiembre | 15:30          |
|  | Esmeraldas Petrolero | 23 - 0     | Sport Bilbao SV    |            | Folke Anderson        | Esmeraldas     | 6 de septiembre | 16:00          |
|  | Libre:               | San Rafael | San Rafael         | San Rafael | San Rafael            | San Rafael     | San Rafael      | San Rafael     |
|  | Ciudad de Pedernales | 0 - 12     | Venecia            |            | Los Chonanas          | Chone          | 7 de septiembre | 15:00          |
|  | Club 3E              | -          | Deportivo Quinindé |            | No se programó        | No se programó | No se programó  | No se programó |
|  | Libre:               | Águilas    | Águilas            | Águilas    | Águilas               | Águilas        | Águilas         | Águilas        |

## Zona 4
Los equipos de Morona Santiago, Loja, Azuay, Cañar, El Oro y Guayas.

### Clasificación

#### Grupo A
| Pos | Equipo                 | Pts | PJ | G | E | P | GF | GC | Dif |
| --- | ---------------------- | --- | -- | - | - | - | -- | -- | --- |
| 1°  | Fuerza Amarilla        | 23  | 10 | 7 | 2 | 1 | 24 | 6  | +18 |
| 2°  | Academia Alfaro Moreno | 21  | 10 | 6 | 3 | 1 | 22 | 3  | +19 |
| 3°  | Ciudadelas del Norte   | 16  | 10 | 5 | 1 | 4 | 34 | 16 | +18 |
| 4°  | El Volante             | 16  | 10 | 4 | 4 | 2 | 21 | 11 | +10 |
| 5°  | Estrella Roja          | 5   | 9  | 1 | 2 | 6 | 12 | 10 | +2  |
| 6°  | Municipal Sucúa        | 0   | 9  | 0 | 0 | 9 | 3  | 70 | -67 |

#### Grupo B
| Pos | Equipo           | Pts | PJ | G | E | P | GF | GC | Dif |
| --- | ---------------- | --- | -- | - | - | - | -- | -- | --- |
| 1°  | Orense S. C.     | 24  | 10 | 8 | 0 | 2 | 31 | 8  | +23 |
| 2°  | Gualaceo S. C.   | 22  | 10 | 7 | 1 | 2 | 28 | 8  | +20 |
| 3°  | Italia F. C.     | 17  | 9  | 5 | 2 | 2 | 8  | 7  | +1  |
| 4°  | Rocafuerte F. C. | 10  | 9  | 3 | 1 | 5 | 10 | 10 | 0   |
| 5°  | Cañar F. C.      | 9   | 9  | 3 | 0 | 6 | 8  | 25 | -17 |
| 6°  | L.D.J. Macas     | 0   | 9  | 0 | 0 | 9 | 7  | 34 | -27 |

|  | Clasificado a los hexagonales semifinales.                      |
|  | Clasificado a los hexagonales semifinales (4 mejores segundos). |

### Evolución de la clasificación

#### Grupo A
| Equipo / Jornada       | 01 | 02 | 03 | 04 | 05 | 06 | 07 | 08 | 09 | 10 |
| ---------------------- | -- | -- | -- | -- | -- | -- | -- | -- | -- | -- |
| Fuerza Amarilla        | 2  | 3  | 5  | 3  | 3  | 1  | 1  | 1  | 1  | 1  |
| Academia Alfaro Moreno | 4  | 1  | 1  | 1  | 2  | 3  | 3  | 3  | 2  | 2  |
| Ciudadelas del Norte   | 5  | 5  | 3  | 4  | 4  | 4  | 4  | 4  | 3  | 3  |
| El Volante             | 3  | 2  | 2  | 2  | 1  | 2  | 2  | 2  | 4  | 4  |
| Estrella Roja          | 1  | 4  | 4  | 5  | 5  | 5  | 5  | 5  | 5  | 5  |
| Municipal Sucúa        | 6  | 6  | 6  | 6  | 6  | 6  | 6  | 6  | 6  | 6  |

#### Grupo B
| Equipo / Jornada | 01 | 02 | 03 | 04 | 05 | 06 | 07 | 08 | 09 | 10 |
| ---------------- | -- | -- | -- | -- | -- | -- | -- | -- | -- | -- |
| Orense S. C.     | 5  | 5  | 4  | 4  | 4  | 3  | 2  | 2  | 2  | 1  |
| Gualaceo S. C.   | 2  | 1  | 3  | 3  | 3  | 2  | 1  | 1  | 1  | 2  |
| Italia F. C.     | 3  | 3  | 2  | 1  | 1  | 1  | 3  | 3  | 3  | 3  |
| Rocafuerte F. C. | 1  | 2  | 1  | 2  | 2  | 4  | 4  | 4  | 4  | 4  |
| Cañar F. C.      | 4  | 4  | 5  | 5  | 5  | 5  | 5  | 5  | 5  | 5  |
| L.D.J. Macas     | 6  | 6  | 6  | 6  | 6  | 6  | 6  | 6  | 6  | 6  |

### Resultados
|  | Rocafuerte           | 3 - 0  | L.D.J. Macas           |  | Complejo La Cemento     | Guayaquil  | 2 de agosto | 09:00 |
|  | Fuerza Amarilla      | 1 - 1  | El Volante             |  | 9 de Mayo               | Machala    | 2 de agosto | 20:00 |
|  | Italia               | 1 - 0  | Cañar                  |  | Reina del Cisne         | Loja       | 3 de agosto | 12:00 |
|  | Ciudadelas del Norte | 1 - 1  | Academia Alfaro Moreno |  | Municipal de La Troncal | La Troncal | 3 de agosto | 15:00 |
|  | Gualaceo             | 2 - 0  | Orense                 |  | Gerardo León Pozo       | Gualaceo   | 3 de agosto | 16:00 |
|  | Municipal Sucúa      | 0 - 10 | Estrella Roja          |  | Eddy Coello             | Sucúa      | 3 de agosto | 16:00 |

|  | El Volante             | 4 - 0  | Ciudadelas del Norte |  | Reina del Cisne           | Loja       | 8 de agosto  | 14:00 |
|  | Cañar                  | 0 - 1  | Rocafuerte           |  | Municipal de La Troncal   | La Troncal | 9 de agosto  | 13:00 |
|  | Academia Alfaro Moreno | 11 - 0 | Municipal Sucúa      |  | Los Chirijos              | Milagro    | 9 de agosto  | 15:00 |
|  | Orense                 | 0 - 1  | Italia               |  | 9 de Mayo                 | Machala    | 9 de agosto  | 15:00 |
|  | Estrella Roja          | 0 - 1  | Fuerza Amarilla      |  | Alejandro Serrano Aguilar | Cuenca     | 9 de agosto  | 16:00 |
|  | L.D.J. Macas           | 1 - 3  | Gualaceo             |  | Tito Navarrete            | Macas      | 10 de agosto | 16:00 |

|  | Cañar                | 0 - 1  | Orense                 |  | Municipal de La Troncal   | La Troncal | 13 de agosto | 11:30 |
|  | Estrella Roja        | 1 - 1  | El Volante             |  | Alejandro Serrano Aguilar | Cuenca     | 13 de agosto | 16:00 |
|  | Rocafuerte           | 2 - 0  | Gualaceo               |  | Complejo La Cemento       | Guayaquil  | 13 de agosto | 16:00 |
|  | Ciudadelas del Norte | 16 - 0 | Municipal Sucúa        |  | Municipal de La Troncal   | La Troncal | 13 de agosto | 16:00 |
|  | Fuerza Amarilla      | 0 - 2  | Academia Alfaro Moreno |  | 9 de Mayo                 | Machala    | 13 de agosto | 16:00 |
|  | Italia               | 2 - 1  | L.D.J. Macas           |  | Reina del Cisne           | Loja       | 14 de agosto | 15:00 |

|  | Orense                 | 2 - 1 | Rocafuerte      |  | 9 de Mayo               | Machala    | 16 de agosto | 20:00 |
|  | Ciudadelas del Norte   | 1 - 3 | Fuerza Amarilla |  | Municipal de La Troncal | La Troncal | 17 de agosto | 15:00 |
|  | Academia Alfaro Moreno | 1 - 0 | Estrella Roja   |  | Los Chirijos            | Milagro    | 17 de agosto | 15:00 |
|  | Gualaceo               | 0 - 0 | Italia          |  | Gerardo León Pozo       | Gualaceo   | 17 de agosto | 16:00 |
|  | Municipal Sucúa        | 0 - 3 | El Volante      |  | Eddy Coello             | Sucúa      | 17 de agosto | 16:00 |
|  | L.D.J. Macas           | 0 - 1 | Cañar           |  | Tito Navarrete          | Macas      | 17 de agosto | 16:00 |

|  | Cañar           | 2 - 4 | Gualaceo               |  | Municipal de La Troncal   | La Troncal | 20 de agosto | 13:30 |
|  | Estrella Roja   | 0 - 3 | Ciudadelas del Norte   |  | Alejandro Serrano Aguilar | Cuenca     | 20 de agosto | 16:00 |
|  | Rocafuerte      | 1 - 1 | Italia                 |  | Complejo La Cemento       | Guayaquil  | 20 de agosto | 16:00 |
|  | L.D.J. Macas    | 0 - 5 | Orense                 |  | Tito Navarrete            | Macas      | 20 de agosto | 18:00 |
|  | Fuerza Amarilla | 8 - 0 | Municipal Sucúa        |  | 9 de Mayo                 | Machala    | 20 de agosto | 20:00 |
|  | El Volante      | 2 - 1 | Academia Alfaro Moreno |  | Reina del Cisne           | Loja       | 21 de agosto | 13:00 |

|  | Orense                 | 7 - 2 | L.D.J. Macas    |  | 9 de Mayo               | Machala    | 23 de agosto | 20:00 |
|  | Italia                 | 1 - 0 | Rocafuerte      |  | Reina del Cisne         | Loja       | 24 de agosto | 13:00 |
|  | Ciudadelas del Norte   | 1 - 0 | Estrella Roja   |  | Municipal de La Troncal | La Troncal | 24 de agosto | 15:00 |
|  | Academia Alfaro Moreno | 0 - 0 | El Volante      |  | Los Chirijos            | Milagro    | 24 de agosto | 16:00 |
|  | Municipal Sucúa        | 1 - 5 | Fuerza Amarilla |  | Eddy Coello             | Sucúa      | 24 de agosto | 16:00 |
|  | Gualaceo               | 5 - 0 | Cañar           |  | Gerardo León Pozo       | Gualaceo   | 24 de agosto | 16:00 |

|  | El Volante      | 7 - 1 | Municipal Sucúa        |  | Reina del Cisne           | Loja       | 27 de agosto | 09:00 |
|  | Italia          | 0 - 3 | Gualaceo               |  | Reina del Cisne           | Loja       | 27 de agosto | 13:00 |
|  | Cañar           | 3 - 2 | L.D.J. Macas           |  | Municipal de La Troncal   | La Troncal | 27 de agosto | 14:30 |
|  | Estrella Roja   | 0 - 1 | Academia Alfaro Moreno |  | Alejandro Serrano Aguilar | Cuenca     | 27 de agosto | 15:00 |
|  | Rocafuerte      | 1 - 2 | Orense                 |  | Complejo La Cemento       | Guayaquil  | 27 de agosto | 16:00 |
|  | Fuerza Amarilla | 3 - 1 | Ciudadelas del Norte   |  | 9 de Mayo                 | Machala    | 27 de agosto | 20:00 |

|  | El Volante             | 1 - 1  | Estrella Roja        |  | Reina del Cisne   | Loja     | 30 de agosto | 13:00 |
|  | Municipal Sucúa        | 1 - 7  | Ciudadelas del Norte |  | Eddy Coello       | Sucúa    | 30 de agosto | 16:00 |
|  | Orense                 | 10 - 0 | Cañar                |  | 9 de Mayo         | Machala  | 30 de agosto | 20:00 |
|  | Academia Alfaro Moreno | 0 - 0  | Fuerza Amarilla      |  | Los Chirijos      | Milagro  | 31 de agosto | 14:00 |
|  | Gualaceo               | 2 - 0  | Rocafuerte           |  | Gerardo León Pozo | Gualaceo | 31 de agosto | 16:00 |
|  | L.D.J. Macas           | 1 - 2  | Italia               |  | Tito Navarrete    | Macas    | 31 de agosto | 16:00 |

|  | Italia               | 0 - 1 | Orense                 |  | Reina del Cisne         | Loja       | 3 de septiembre | 13:00 |
|  | Ciudadelas del Norte | 4 - 2 | El Volante             |  | Municipal de La Troncal | La Troncal | 3 de septiembre | 15:30 |
|  | Rocafuerte           | 1 - 2 | Cañar                  |  | Complejo La Cemento     | Guayaquil  | 3 de septiembre | 16:00 |
|  | Gualaceo             | 8 - 0 | L.D.J. Macas           |  | Gerardo León Pozo       | Gualaceo   | 3 de septiembre | 16:00 |
|  | Municipal Sucúa      | 0 - 3 | Academia Alfaro Moreno |  | Eddy Coello             | Sucúa      | 3 de septiembre | 19:00 |
|  | Fuerza Amarilla      | 1 - 0 | Estrella Roja          |  | 9 de Mayo               | Machala    | 3 de septiembre | 20:00 |

|  | Orense                 | 3 - 1 | Gualaceo             |  | 9 de Mayo             | Machala        | 6 de septiembre | 20:00          |
|  | El Volante             | 0 - 2 | Fuerza Amarilla      |  | Reina del Cisne       | Loja           | 7 de septiembre | 13:00          |
|  | Academia Alfaro Moreno | 2 - 0 | Ciudadelas del Norte |  | Alejandro Ponce Noboa | Guayaquil      | 7 de septiembre | 13:00          |
|  | Cañar                  | -     | Italia               |  | No se programó        | No se programó | No se programó  | No se programó |
|  | L.D.J. Macas           | -     | Rocafuerte           |  | No se programó        | No se programó | No se programó  | No se programó |
|  | Estrella Roja          | -     | Municipal Sucúa      |  | No se programó        | No se programó | No se programó  | No se programó |

## Promedios
| Pos | Equipo                 | PJ | G | E | P | GF | GC | Pts | PRO   | Dif |
| --- | ---------------------- | -- | - | - | - | -- | -- | --- | ----- | --- |
| 1º  | León Carr              | 10 | 7 | 2 | 1 | 35 | 13 | 23  | 2,300 | +22 |
| 2º  | Clan Juvenil           | 8  | 6 | 0 | 2 | 43 | 6  | 18  | 2,250 | +37 |
| 3º  | Juventud Minera        | 10 | 7 | 1 | 2 | 47 | 10 | 22  | 2,200 | +37 |
| 4º  | Gualaceo S. C.         | 10 | 7 | 1 | 2 | 28 | 8  | 22  | 2,200 | +20 |
| 5º  | Esmeraldas Petrolero   | 8  | 5 | 2 | 1 | 34 | 4  | 17  | 2,125 | +30 |
| 6º  | Águilas                | 8  | 5 | 2 | 1 | 14 | 4  | 17  | 2,125 | +10 |
| 7º  | Academia Alfaro Moreno | 10 | 6 | 3 | 1 | 22 | 3  | 21  | 2,100 | +19 |
| 8º  | Caribe Junior          | 7  | 4 | 1 | 2 | 16 | 6  | 13  | 1,857 | +10 |

- Se obtiene dividiendo el número de puntos obtenidos para el número de partidos jugados.

## Equipos clasificados a la fase nacional (hexagonales semifinales)
Clasificados como primeros (ganadores de cada grupo)
- Universidad Internacional del Ecuador Fútbol Club
- Anaconda Fútbol Club
- Pelileo Sporting Club
- Club Deportivo Star Club
- Club Social y Deportivo 5 de Julio
- Club Sport Venecia
- Fuerza Amarilla Sporting Club
- Orense Sporting Club

Clasificados como Segundos (4 mejores por Promedio)
- Club Social, Cultural y Deportivo León Carr
- Club Deportivo Clan Juvenil
- Club Deportivo Juventud Minera
- Gualaceo Sporting Club

## Hexagonales Semifinales
Los equipos ganadores de cada grupo más los 4 mejores segundos por promedios.

### Clasificación

#### Grupo A
| Pos | Equipo          | Pts | PJ | G | E | P | GF | GC | Dif |
| --- | --------------- | --- | -- | - | - | - | -- | -- | --- |
| 1º  | Pelileo S. C.   | 19  | 10 | 5 | 4 | 1 | 20 | 11 | +9  |
| 2º  | Gualaceo S. C.  | 18  | 10 | 5 | 3 | 2 | 20 | 16 | +4  |
| 3º  | Orense S. C.    | 17  | 10 | 4 | 5 | 1 | 16 | 11 | +5  |
| 4º  | U.I.D.E.        | 16  | 10 | 4 | 4 | 2 | 17 | 12 | +5  |
| 5º  | Juventud Minera | 5   | 9  | 1 | 2 | 6 | 8  | 14 | -6  |
| 6º  | Star Club       | 2   | 9  | 0 | 2 | 7 | 11 | 28 | -17 |

#### Grupo B
| Pos | Equipo          | Pts | PJ | G | E | P | GF | GC | Dif |
| --- | --------------- | --- | -- | - | - | - | -- | -- | --- |
| 1º  | Fuerza Amarilla | 22  | 10 | 7 | 1 | 2 | 16 | 5  | +11 |
| 2º  | Clan Juvenil    | 16  | 10 | 5 | 1 | 4 | 15 | 7  | +8  |
| 3º  | 5 de Julio      | 16  | 10 | 5 | 1 | 4 | 20 | 19 | +1  |
| 4º  | Anaconda F. C.  | 15  | 10 | 5 | 0 | 5 | 14 | 10 | +4  |
| 5º  | Venecia         | 13  | 10 | 4 | 1 | 5 | 18 | 14 | +4  |
| 6º  | León Carr       | 3   | 10 | 1 | 0 | 9 | 8  | 36 | -28 |

|  | Clasifican al cuadrangular final. |

### Evolución de la clasificación

#### Grupo A
| Equipo / Jornada | 01 | 02 | 03 | 04 | 05 | 06 | 07 | 08 | 09 | 10 |
| ---------------- | -- | -- | -- | -- | -- | -- | -- | -- | -- | -- |
| Pelileo S. C.    | 4  | 2  | 3  | 2  | 4  | 4  | 4  | 4  | 3  | 1  |
| Gualaceo S. C.   | 1  | 1  | 1  | 3  | 2  | 3  | 2  | 3  | 2  | 2  |
| Orense S. C.     | 5  | 3  | 2  | 1  | 1  | 1  | 1  | 1  | 1  | 3  |
| U.I.D.E.         | 6  | 4  | 4  | 4  | 3  | 2  | 3  | 2  | 4  | 4  |
| Juventud Minera  | 3  | 3  | 6  | 5  | 5  | 5  | 5  | 5  | 5  | 5  |
| Star Club        | 2  | 6  | 5  | 6  | 6  | 6  | 6  | 6  | 6  | 6  |

#### Grupo B
| Equipo / Jornada | 01 | 02 | 03 | 04 | 05 | 06 | 07 | 08 | 09 | 10 |
| ---------------- | -- | -- | -- | -- | -- | -- | -- | -- | -- | -- |
| Fuerza Amarilla  | 1  | 3  | 2  | 1  | 1  | 1  | 1  | 1  | 1  | 1  |
| Clan Juvenil     | 3  | 2  | 3  | 3  | 2  | 2  | 2  | 4  | 4  | 2  |
| 5 de Julio       | 5  | 5  | 6  | 5  | 4  | 3  | 3  | 3  | 2  | 3  |
| Anaconda F. C.   | 2  | 1  | 1  | 2  | 3  | 4  | 4  | 2  | 3  | 4  |
| Venecia          | 4  | 4  | 5  | 4  | 5  | 5  | 5  | 5  | 5  | 5  |
| León Carr        | 6  | 6  | 4  | 6  | 6  | 6  | 6  | 6  | 6  | 6  |

### Resultados
|  | U.I.D.E.        | 3 - 4 | Gualaceo        |  | UIDE               | Quito                 | 13 de septiembre | 11:00 |
|  | Star Club       | 2 - 2 | Juventud Minera |  | Pascual Bissón     | Riobamba              | 13 de septiembre | 11:00 |
|  | 5 de Julio      | 0 - 1 | Clan Juvenil    |  | Reales Tamarindos  | Portoviejo            | 13 de septiembre | 16:00 |
|  | Fuerza Amarilla | 3 - 0 | León Carr       |  | 9 de Mayo          | Machala               | 13 de septiembre | 20:00 |
|  | Anaconda        | 2 - 1 | Venecia         |  | Joya de los Sachas | La Joya de los Sachas | 14 de septiembre | 15:00 |
|  | Pelileo         | 1 - 1 | Orense          |  | Ciudad de Pelileo  | Pelileo               | 14 de septiembre | 16:15 |

|  | Clan Juvenil    | 2 - 1 | Fuerza Amarilla |  | General Rumiñahui   | Sangolquí | 19 de septiembre | 12:00 |
|  | Orense          | 2 - 2 | U.I.D.E.        |  | 9 de Mayo           | Machala   | 19 de septiembre | 20:00 |
|  | Juventud Minera | 1 - 2 | Pelileo         |  | L.D.C. de Echeandía | Echeandía | 20 de septiembre | 15:00 |
|  | Venecia         | 1 - 0 | 5 de Julio      |  | Rafael Vera Yépez   | Babahoyo  | 20 de septiembre | 16:00 |
|  | Gualaceo        | 5 - 2 | Star Club       |  | Gerardo León Pozo   | Gualaceo  | 21 de septiembre | 16:00 |
|  | León Carr       | 0 - 3 | Anaconda        |  | Ciudad de Pelileo   | Pelileo   | 21 de septiembre | 16:20 |

|  | Star Club       | 2 - 2 | Pelileo         |  | Pascual Bissón     | Riobamba              | 24 de septiembre | 11:15 |
|  | U.I.D.E.        | 2 - 0 | Juventud Minera |  | UIDE               | Quito                 | 24 de septiembre | 11:30 |
|  | Orense          | 3 - 1 | Gualaceo        |  | 9 de Mayo          | Machala               | 24 de septiembre | 15:00 |
|  | Anaconda        | 1 - 0 | Clan Juvenil    |  | Joya de los Sachas | La Joya de los Sachas | 24 de septiembre | 15:00 |
|  | León Carr       | 4 - 1 | Venecia         |  | Ciudad de Pelileo  | Pelileo               | 24 de septiembre | 16:20 |
|  | Fuerza Amarilla | 2 - 0 | 5 de Julio      |  | 9 de Mayo          | Machala               | 24 de septiembre | 20:00 |

|  | Star Club       | 1 - 2 | Orense    |  | Pascual Bissón      | Riobamba   | 28 de septiembre | 11:00 |
|  | Clan Juvenil    | 0 - 0 | Venecia   |  | General Rumiñahui   | Sangolquí  | 28 de septiembre | 12:00 |
|  | Juventud Minera | 2 - 0 | Gualaceo  |  | L.D.C. de Echeandía | Echeandía  | 28 de septiembre | 15:00 |
|  | 5 de Julio      | 5 - 1 | León Carr |  | Reales Tamarindos   | Portoviejo | 28 de septiembre | 15:15 |
|  | Pelileo         | 1 - 1 | U.I.D.E.  |  | Ciudad de Pelileo   | Pelileo    | 28 de septiembre | 16:00 |
|  | Fuerza Amarilla | 2 - 1 | Anaconda  |  | 9 de Mayo           | Machala    | 28 de septiembre | 20:00 |

|  | U.I.D.E.  | 2 - 1 | Star Club       |  | UIDE               | Quito                 | 3 de octubre | 11:30 |
|  | Orense    | 2 - 2 | Juventud Minera |  | 9 de Mayo          | Machala               | 4 de octubre | 15:00 |
|  | Venecia   | 1 - 2 | Fuerza Amarilla |  | Rafael Vera Yépez  | Babahoyo              | 4 de octubre | 16:00 |
|  | Anaconda  | 1 - 2 | 5 de Julio      |  | Joya de los Sachas | La Joya de los Sachas | 5 de octubre | 15:00 |
|  | Gualaceo  | 2 - 1 | Pelileo         |  | Gerardo León Pozo  | Gualaceo              | 5 de octubre | 16:00 |
|  | León Carr | 1 - 3 | Clan Juvenil    |  | Ciudad de Pelileo  | Pelileo               | 5 de octubre | 16:20 |

|  | Star Club       | 1 - 4 | U.I.D.E.  |  | Pascual Bissón    | Riobamba   | 10 de octubre | 11:00 |
|  | Clan Juvenil    | 3 - 0 | León Carr |  | General Rumiñahui | Sangolquí  | 10 de octubre | 11:00 |
|  | Juventud Minera | 0 - 1 | Orense    |  | Centenario        | Guaranda   | 11 de octubre | 14:00 |
|  | Fuerza Amarilla | 1 - 0 | Venecia   |  | 9 de Mayo         | Machala    | 11 de octubre | 20:00 |
|  | 5 de Julio      | 2 - 1 | Anaconda  |  | Reales Tamarindos | Portoviejo | 12 de octubre | 16:00 |
|  | Pelileo         | 1 - 1 | Gualaceo  |  | Ciudad de Pelileo | Pelileo    | 12 de octubre | 16:15 |

|  | U.I.D.E.  | 1 - 2 | Pelileo         |  | UIDE               | Quito                 | 17 de octubre | 11:00 |
|  | Orense    | 3 - 0 | Star Club       |  | 9 de Mayo          | Machala               | 17 de octubre | 20:00 |
|  | Venecia   | 2 - 0 | Clan Juvenil    |  | Rafael Vera Yépez  | Babahoyo              | 18 de octubre | 16:00 |
|  | Anaconda  | 3 - 1 | Fuerza Amarilla |  | Joya de los Sachas | La Joya de los Sachas | 19 de octubre | 15:00 |
|  | Gualaceo  | 2 - 0 | Juventud Minera |  | Gerardo León Pozo  | Gualaceo              | 19 de octubre | 16:00 |
|  | León Carr | 2 - 6 | 5 de Julio      |  | Ciudad de Pelileo  | Pelileo               | 19 de octubre | 16:20 |

|  | Juventud Minera | 0 - 1 | U.I.D.E.        |  | L.D.C. de Echeandía | Echeandía  | 22 de octubre | 14:00 |
|  | Clan Juvenil    | 0 - 1 | Anaconda        |  | General Rumiñahui   | Sangolquí  | 22 de octubre | 15:30 |
|  | Gualaceo        | 1 - 1 | Orense          |  | Gerardo León Pozo   | Gualaceo   | 22 de octubre | 16:00 |
|  | Venecia         | 6 - 0 | León Carr       |  | Rafael Vera Yépez   | Babahoyo   | 22 de octubre | 16:00 |
|  | 5 de Julio      | 1 - 1 | Fuerza Amarilla |  | Reales Tamarindos   | Portoviejo | 22 de octubre | 16:00 |
|  | Pelileo         | 5 - 0 | Star Club       |  | Ciudad de Pelileo   | Pelileo    | 22 de octubre | 16:15 |

|  | Fuerza Amarilla | 1 - 0 | Clan Juvenil    |  | 9 de Mayo         | Machala    | 25 de octubre | 20:00 |
|  | Star Club       | 2 - 3 | Gualaceo        |  | Pascual Bissón    | Riobamba   | 26 de octubre | 11:00 |
|  | Anaconda        | 3 - 0 | León Carr       |  | Aurelio Espinoza  | Archidona  | 26 de octubre | 11:00 |
|  | U.I.D.E.        | 0 - 0 | Orense          |  | UIDE              | Quito      | 26 de octubre | 11:30 |
|  | 5 de Julio      | 4 - 3 | Venecia         |  | Reales Tamarindos | Portoviejo | 26 de octubre | 16:00 |
|  | Pelileo         | 2 - 1 | Juventud Minera |  | Ciudad de Pelileo | Pelileo    | 26 de octubre | 16:15 |

|  | Orense          | 1 - 3 | Pelileo         |  | 9 de Mayo         | Machala        | 1 de noviembre | 14:00          |
|  | Gualaceo        | 1 - 1 | U.I.D.E.        |  | Gerardo León Pozo | Gualaceo       | 1 de noviembre | 14:00          |
|  | Venecia         | 3 - 1 | Anaconda        |  | Rafael Vera Yépez | Babahoyo       | 2 de noviembre | 14:00          |
|  | León Carr       | 0 - 3 | Fuerza Amarilla |  | Ciudad de Pelileo | Pelileo        | 2 de noviembre | 14:00          |
|  | Clan Juvenil    | 6 - 0 | 5 de Julio      |  | General Rumiñahui | Sangolquí      | 2 de noviembre | 14:00          |
|  | Juventud Minera | -     | Star Club       |  | No se programó    | No se programó | No se programó | No se programó |

## Cuadrangular final

### Clasificación
| Pos | Equipo          | Pts | PJ | G | E | P | GF | GC | Dif |
| --- | --------------- | --- | -- | - | - | - | -- | -- | --- |
| 1º  | Gualaceo S. C.  | 12  | 6  | 4 | 0 | 2 | 10 | 6  | +4  |
| 2º  | Fuerza Amarilla | 10  | 6  | 3 | 1 | 2 | 9  | 6  | +3  |
| 3º  | Clan Juvenil    | 10  | 6  | 3 | 1 | 2 | 7  | 7  | 0   |
| 4°  | Pelileo S. C.   | 2   | 6  | 0 | 2 | 4 | 4  | 11 | -7  |

|  | Campeón ascendido a la Serie B 2015.     |
|  | Vicecampeón ascendido a la Serie B 2015. |

### Evolución de la clasificación
| Equipo / Jornada | 01 | 02 | 03 | 04 | 05 | 06 |
| ---------------- | -- | -- | -- | -- | -- | -- |
| Gualaceo S. C.   | 2  | 2  | 1  | 3  | 2  | 1  |
| Fuerza Amarilla  | 1  | 1  | 3  | 2  | 1  | 2  |
| Clan Juvenil     | 4  | 3  | 2  | 1  | 3  | 3  |
| Pelileo S. C.    | 3  | 4  | 4  | 4  | 4  | 4  |

### Resultados
|  | Fuerza Amarilla | 3 - 1 | Clan Juvenil |  | 9 de Mayo         | Machala  | 8 de noviembre | 20:00 |
|  | Gualaceo        | 2 - 1 | Pelileo      |  | Gerardo León Pozo | Gualaceo | 9 de noviembre | 16:00 |

|  | Clan Juvenil | 2 - 1 | Gualaceo        |  | General Rumiñahui | Sangolquí | 14 de noviembre | 18:00 |
|  | Pelileo      | 0 - 0 | Fuerza Amarilla |  | Ciudad de Pelileo | Pelileo   | 16 de noviembre | 16:00 |

|  | Pelileo  | 1 - 1 | Clan Juvenil    |  | Ciudad de Pelileo | Pelileo  | 23 de noviembre | 16:00 |
|  | Gualaceo | 3 - 0 | Fuerza Amarilla |  | Gerardo León Pozo | Gualaceo | 23 de noviembre | 16:00 |

|  | Fuerza Amarilla | 1 - 0 | Gualaceo |  | 9 de Mayo         | Machala   | 28 de noviembre | 20:00 |
|  | Clan Juvenil    | 1 - 0 | Pelileo  |  | General Rumiñahui | Sangolquí | 29 de noviembre | 16:00 |

|  | Gualaceo        | 1 - 0 | Clan Juvenil |  | Gerardo León Pozo | Gualaceo | 7 de diciembre | 15:00 |
|  | Fuerza Amarilla | 4 - 0 | Pelileo      |  | 9 de Mayo         | Machala  | 7 de diciembre | 15:00 |

|  | Clan Juvenil | 2 - 1 | Fuerza Amarilla |  | General Rumiñahui | Sangolquí | 12 de diciembre | 15:00 |
|  | Pelileo      | 2 - 3 | Gualaceo        |  | Ciudad de Pelileo | Pelileo   | 12 de diciembre | 15:00 |

### Campeón
|                                                                  |
|                                                                  |
| Gualaceo Sporting Club 1.er título Asciende a la Serie B         |
| También asciende Fuerza Amarilla Sporting Club como vicecampeón. |

## Goleadores
- Actualizado el 26 de noviembre de 2014.

| Jugador              | Equipo               | Goles |
| -------------------- | -------------------- | ----- |
| 1. Jhon Cifuente     | Juventud Minera      | 28    |
| 2. Darwin Santana    | 5 de Julio           | 20    |
| 3. Fabry Caicedo     | Anaconda F. C.       | 19    |
| 4. David Navarrete   | Star Club            | 18    |
| 5. Fabricio Vergara  | Pelileo S. C.        | 16    |
| 6. Eduardo España    | Brasilia             | 14    |
| 7. Dennis Muñoz      | Star Club            | 13    |
| 8. Marlon Alcívar    | Cumandá              | 12    |
| 9. Jorge Mendoza     | U.I.D.E.             | 12    |
| 10. Carlos Zurita    | León Carr            | 12    |
| 11. David Ruano      | Orense               | 12    |
| 12. Juan Martínez    | Pelileo S. C.        | 12    |
| 13. Freddy Quiñonez  | Esmeraldas Petrolero | 11    |
| 14. Santi Medina     | Santa Rita           | 11    |
| 15. Heynart Castillo | Malta Shungo         | 11    |
| 16. Ángel García     | Ciudadelas del Norte | 11    |
| 17. Luis Celi        | Clan Juvenil         | 11    |
| 18. Leandro Yépez    | Clan Juvenil         | 11    |
| 19. Iván Trelles     | Gualaceo S. C.       | 11    |